# Bannack
Bannack és un poble fantasma del comtat de Beaverhead, Montana (Estats Units d'Amèrica), situat a Grasshopper Creek, aproximadament 18 km aigües amunt des d'on Grasshopper Creek s'uneix amb el riu Beaverhead, al sud de Dillon. Fundat el 1862, actualment el poble és un Indret Històric Nacional i està gestionat per l'estat de Montana com a Bannack State Park.

## Història
Fundat el 1862 i anomenat amb el nom dels indis locals Bannock, Bannack va ser el lloc d'un important descobriment d'or el 1862, i va servir com a capital del Territori de Montana breument el 1864, fins que la capital es va traslladar a Virginia City. Bannack va continuar com a ciutat minera, tot i que amb una població cada vegada menor. Els darrers residents van marxar a la dècada del 1970.
En el seu apogeu, Bannack tenia una població d'uns deu mil habitants. Extremadament remot, només estava connectat amb la resta del món pel Montana Trail. Hi havia tres hotels, tres fleques, tres ferreries, dos estables, dos mercats de carn, una botiga de queviures, un restaurant, una fàbrica de cervesa, una sala de billar i quatre salons. Tot i que tots els edificis estaven construïts amb troncs, alguns tenien falsos fronts decoratius.
Entre els fundadors de la ciutat hi havia el doctor Erasmus Darwin Leavitt, un metge nascut a Cornish, New Hampshire, qui va abandonar la medicina durant un temps per convertir-se en un miner d'or. El Dr. Leavitt va arribar a Bannack el 1862, i alternativament va practicar la medicina i l'extracció d'or amb pic i pala. «Tot i que alguns èxits van coronar els seus treballs», segons una història de Montana de Joaquin Miller, «aviat va descobrir que tenia més reputació com a metge que com a miner, i que hi havia més beneficis en permetre que algú altre manegués el pic i pala mentre ell atenia la seva professió». Posteriorment, el Dr. Leavitt es va traslladar a Butte, Montana, on va dedicar la resta de la seva vida a la seva pràctica mèdica.
El xèrif de Bannack, Henry Plummer, va ser acusat per alguns de dirigir en secret una banda despietada de lladres de camins, amb els primers relats que afirmaven que aquesta banda era responsable de més d'un centenar d'assassinats als camps d'or de Virginia City i Bannack i senders a Salt Lake City. Tanmateix, com que només hi ha vuit morts documentades històricament, alguns historiadors moderns han posat en dubte la naturalesa exacta de la banda de Plummer, mentre que d'altres neguen l'existència de la banda per complet. En qualsevol cas, Plummer i dos compatriotes, van ser penjats sense judici a Bannack el 10 de gener de 1864. Uns quants socis de Plummer van ser linxats i altres desterrats sota pena de mort si mai tornaven. Vint-i-dues persones van ser acusades, jutjades informalment i penjades pel Comitè de Vigilància (els Montana Vigilantes) de Bannack i Virginia City. Nathaniel Pitt Langford, el primer superintendent del Parc Nacional de Yellowstone, era membre d'aquest comitè de vigilància.

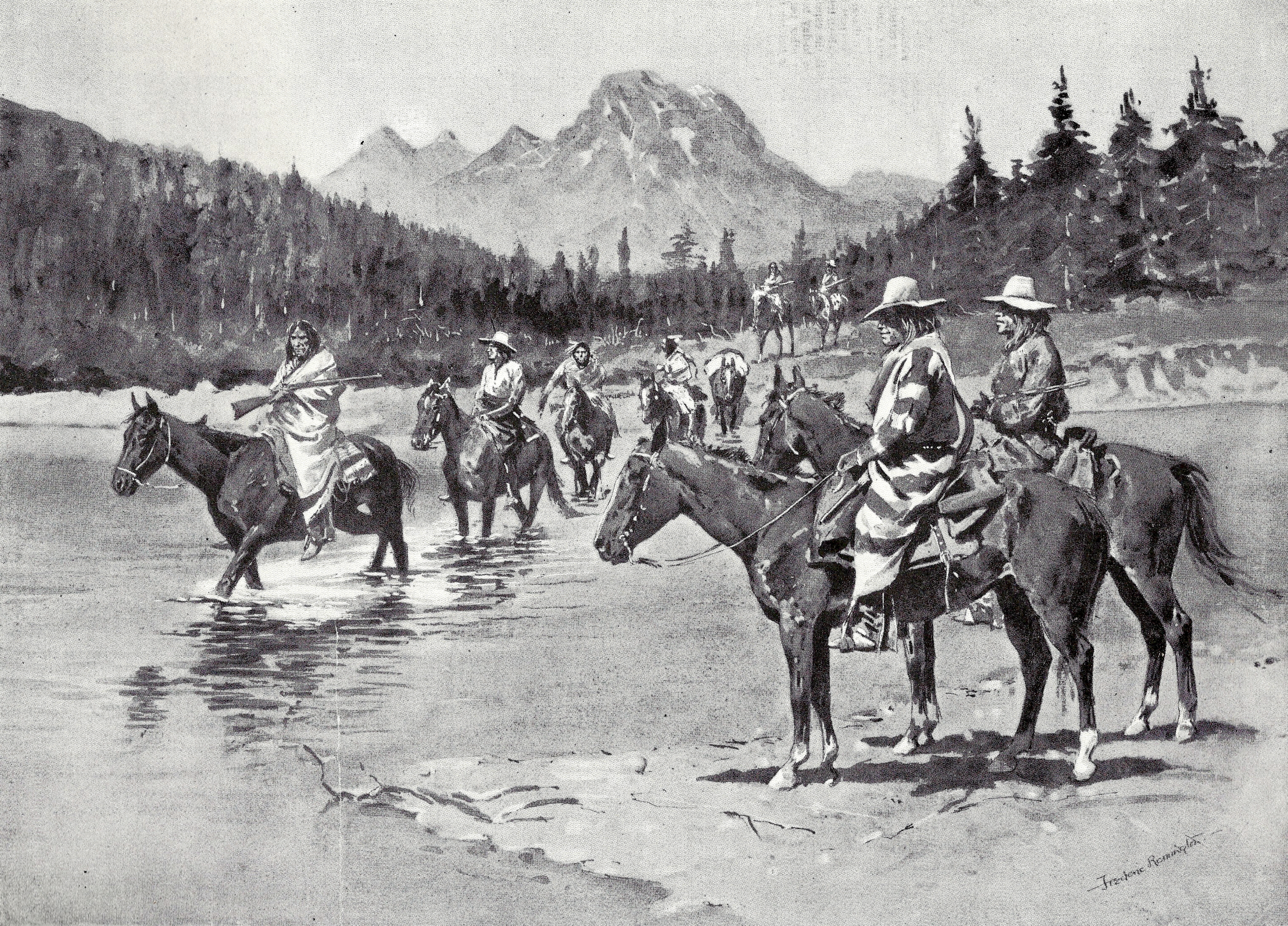
Il·lustració de Frederic Remington d'un grup de caçadors d'indis bannock creuant el riu Snake durant la Guerra dels Bannock de 1895
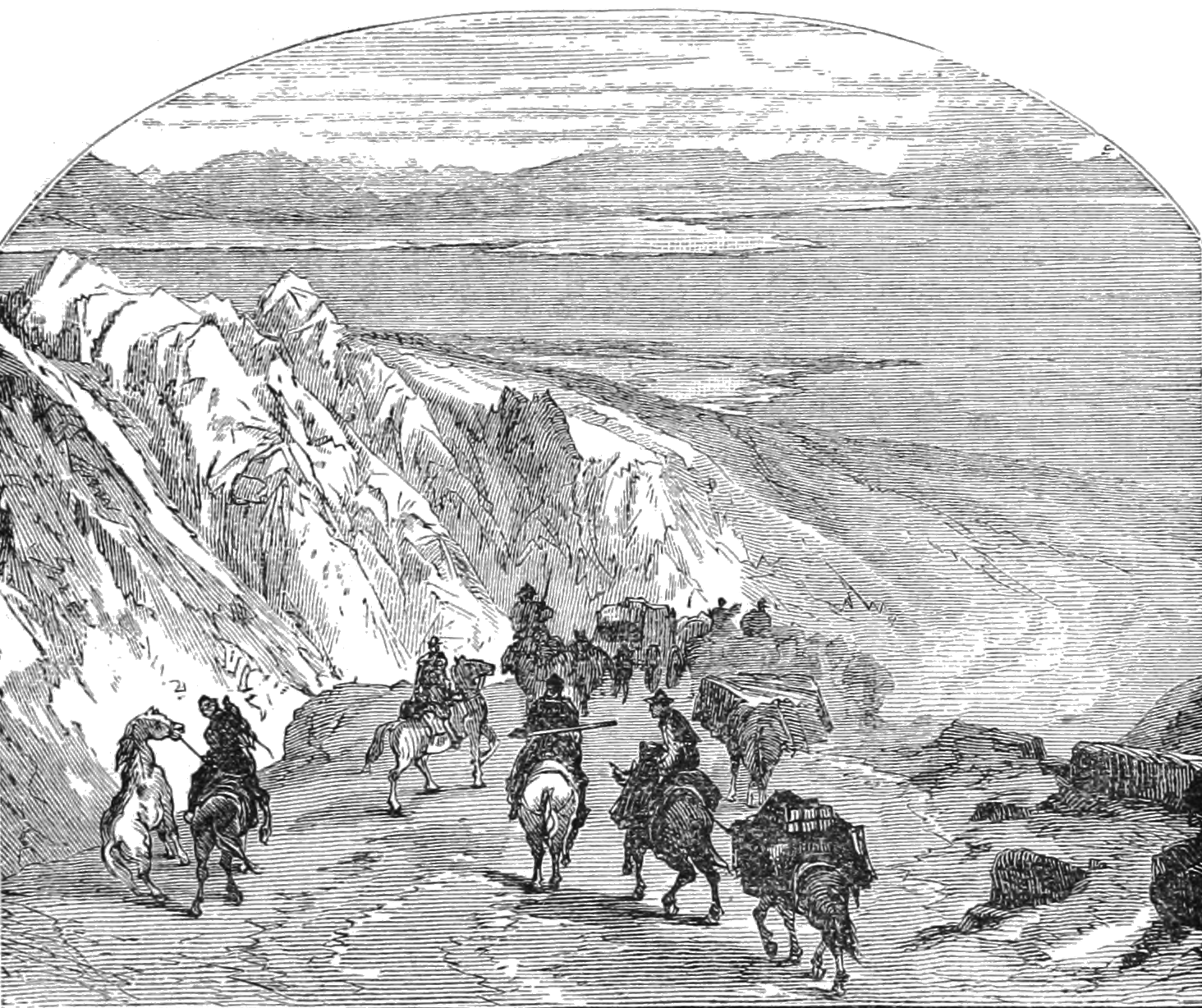
Caravana desplaçant-se per la Montana Trail
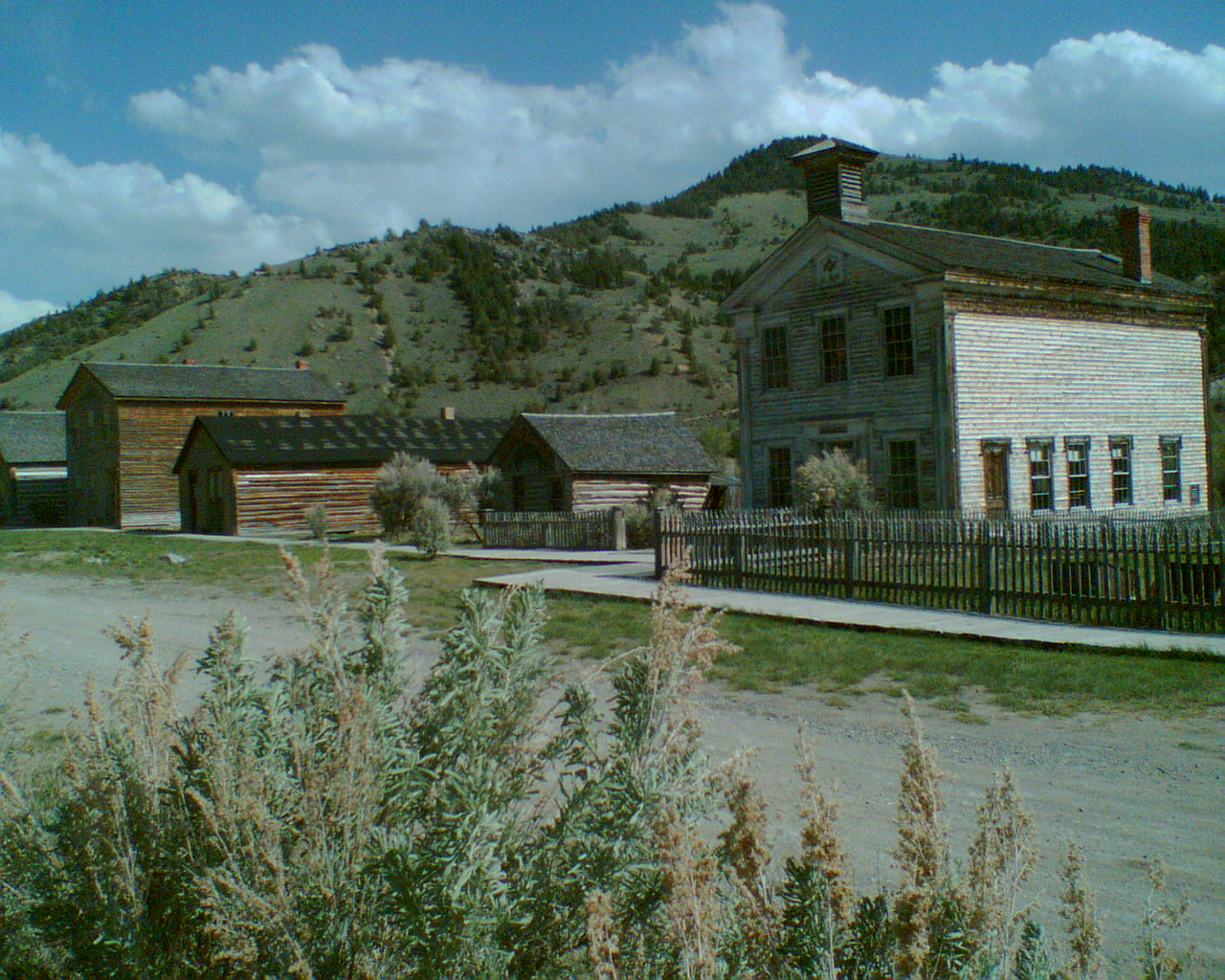
Cases abandonades de Bannack
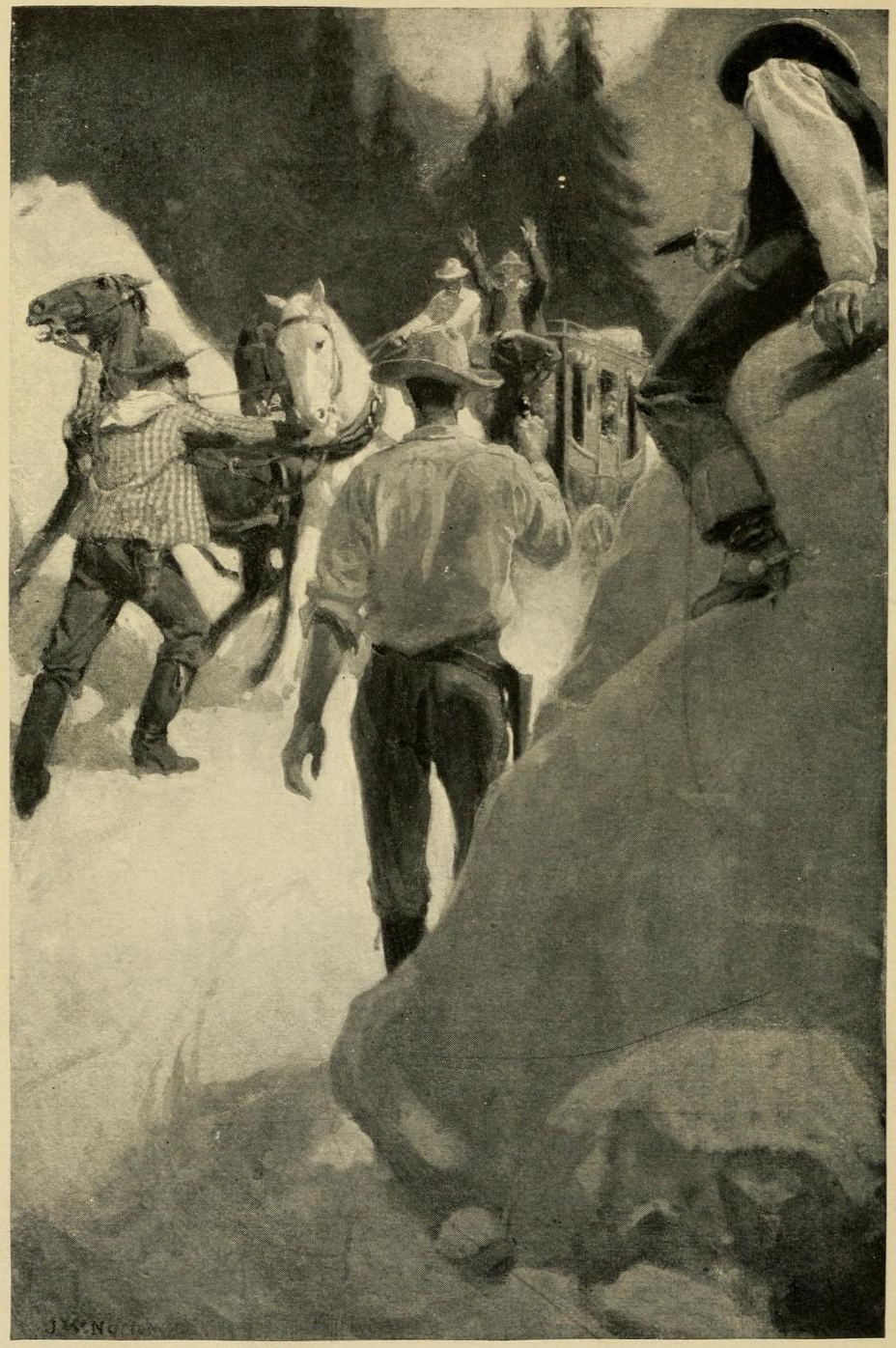
Banda de Henry Plummer robant una diligència. Pintura de John W. Norton, 1907

Una sèrie de campaments miners esquitxaven les ribes de Grasshopper Creek durant la febre de l'or, començant a Bannack aigües avall gairebé fins a on el rierol s'uneix al riu Beaverhead. Mentre que molts eren de curta vida i es consideraven només extensions de Bannack, d'altres van ser designats ciutats pròpies. Yankee Flats es va unir a Bannack i es va referir com un «afegiment» a Bannack. Centerville i Marysville, a uns 1,6 km aigües avall, es van instal·lar com a petits campaments a l'hivern de 1862. El març següent, una empresa del poble es va instal·lar a Centerville. Tanmateix, Marysville, batejada per l'arribada primerenca de Mary Wadam, va guanyar més gent i, per tant, els mapes contemporanis van utilitzar alternativament el nom registrat (Centerville) o el nom utilitzat pels locals (Marysville). Dogtown es trobava al sud i «a prop» de Bannack el 1866. Va rebre el seu nom pels nombrosos gossos de carrer i tenia una ferreria, un saló i una botiga de queviures. Jerusalem (també New Jerusalem o Jerusalem Bar) es trobava 3,2 km aigües avall de Bannack. Bon Accord, a uns 8 km aigües avall, era un dels campaments més grans de la dècada del 1890 i tenia una oficina de correus i un districte escolar. White's Bar, situat possiblement a 10 milles 16 km aigües avall, va ser on John White & Company va fer el descobriment inicial d'or el 28 de juliol de 1862.

## El parc nacional
Seixanta estructures històriques de troncs i maons queden en peu a Bannack, moltes força ben conservades; la majoria es poden explorar. El lloc, ara el Bannack Historic District, va ser declarat National Historic Landmark (Indret Històric Nacional) el 1961. La ciutat és actualment la seu del Bannack State Park.

## Bannack Days
Cada any, durant el tercer cap de setmana de juliol, aquest poble abandonat és testimoni d'una reconstitució històrica coneguda com a Bannack Days (Dies de Bannack). Durant dos dies, els funcionaris del Bannack State Park organitzen un esdeveniment que intenta reviure els temps en què Bannack era una ciutat en auge, recreant el dia a dia dels miners que hi vivien durant la febre de l'or. A l'antic Hotel Meade, un edifici de maó ben conservat que va ser durant molts anys la seu del comtat de Beaverhead, abans que Dillon es convertís en la seu del comtat, se serveix un autèntic esmorzar de l'època.

## Fisiografia
Les mines que envolten Bannack es troben a banda i banda del Grasshopper Creek, que flueix cap al sud-est a través del districte i al riu Beaverhead uns 19 km aigües avall.

## Galeria d'imatges

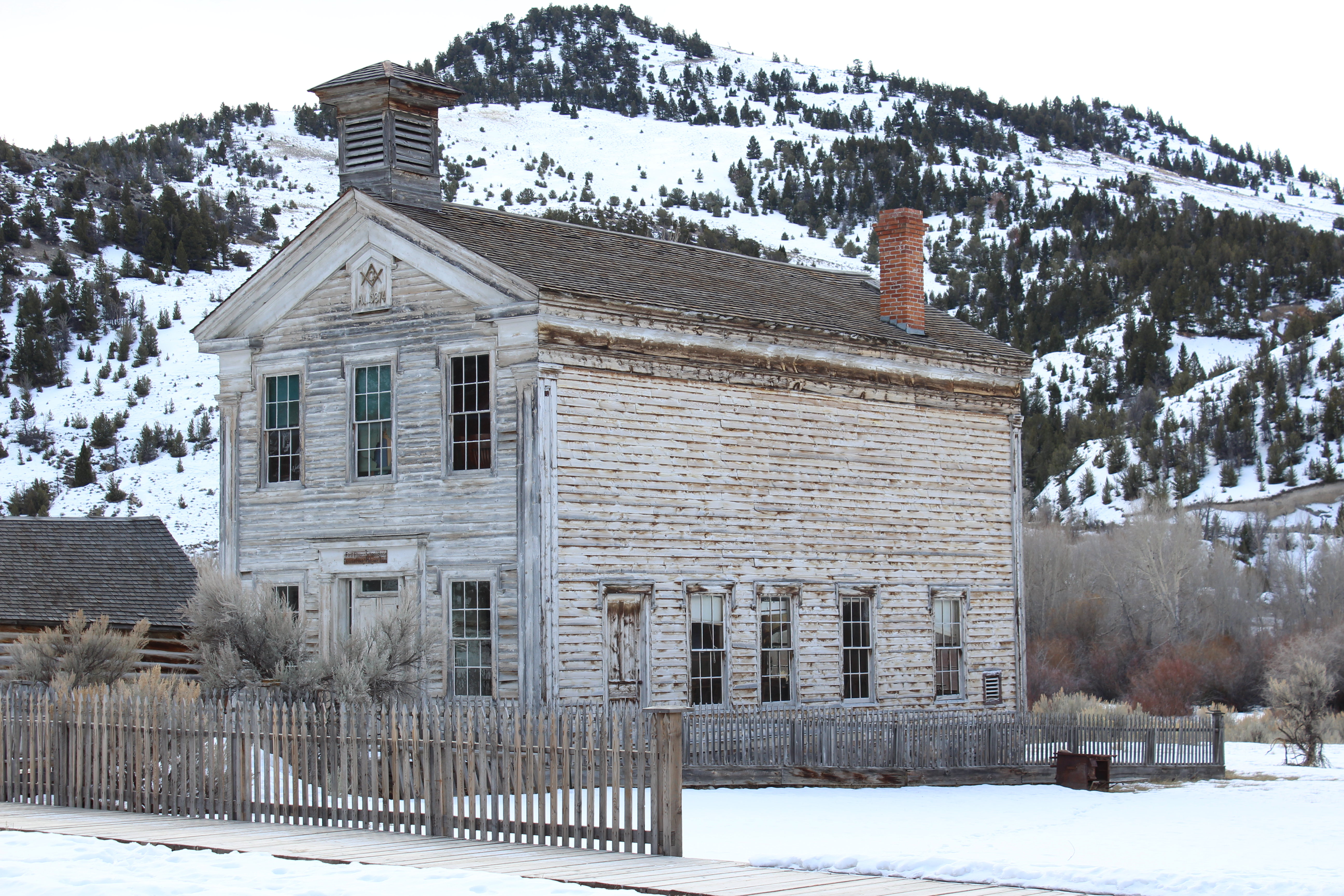
Escola i Lògia maçònica
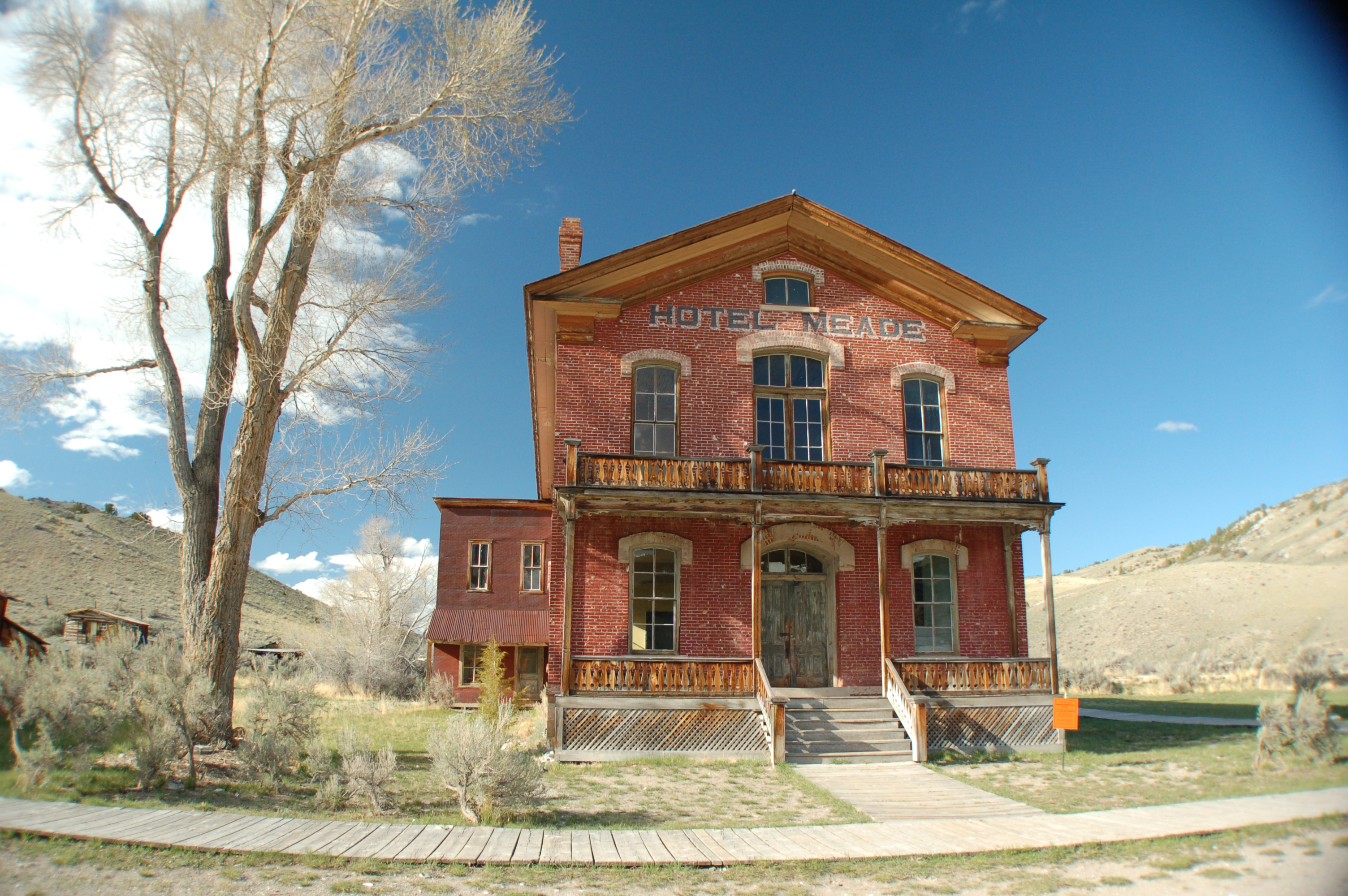
Hotel Meade
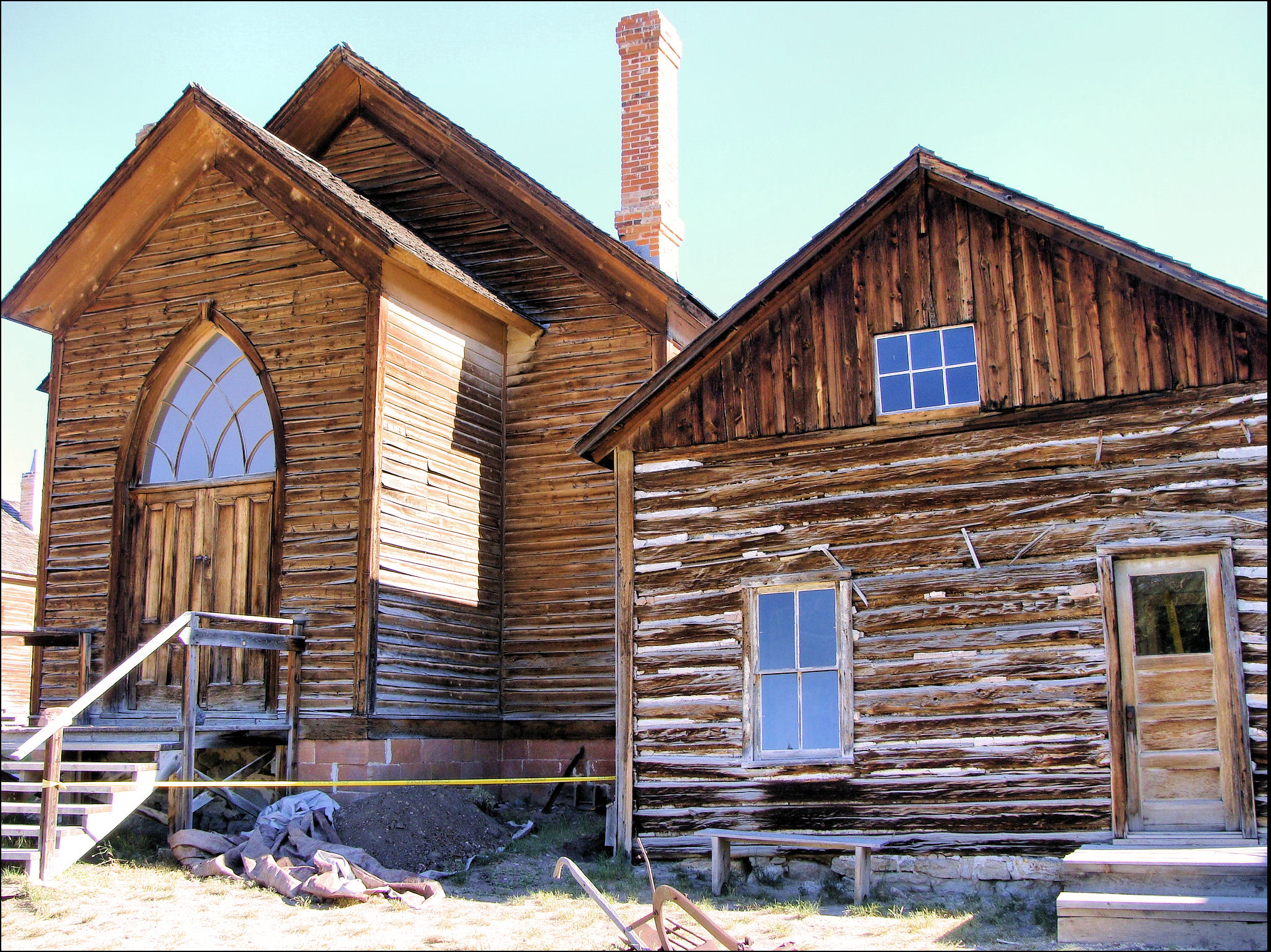
Església Metodista, construïda l'any 1877
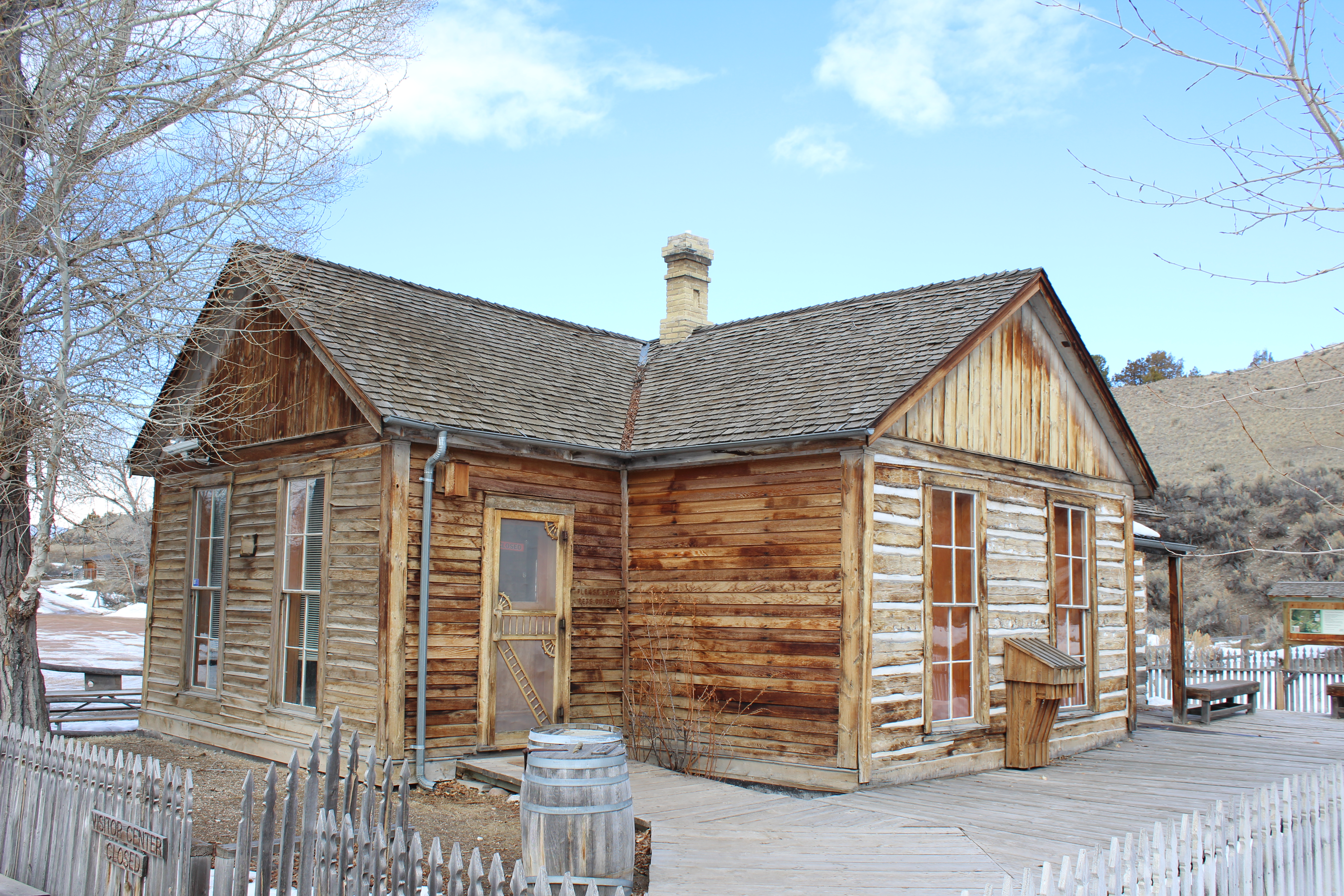
Casa particular a Bannack
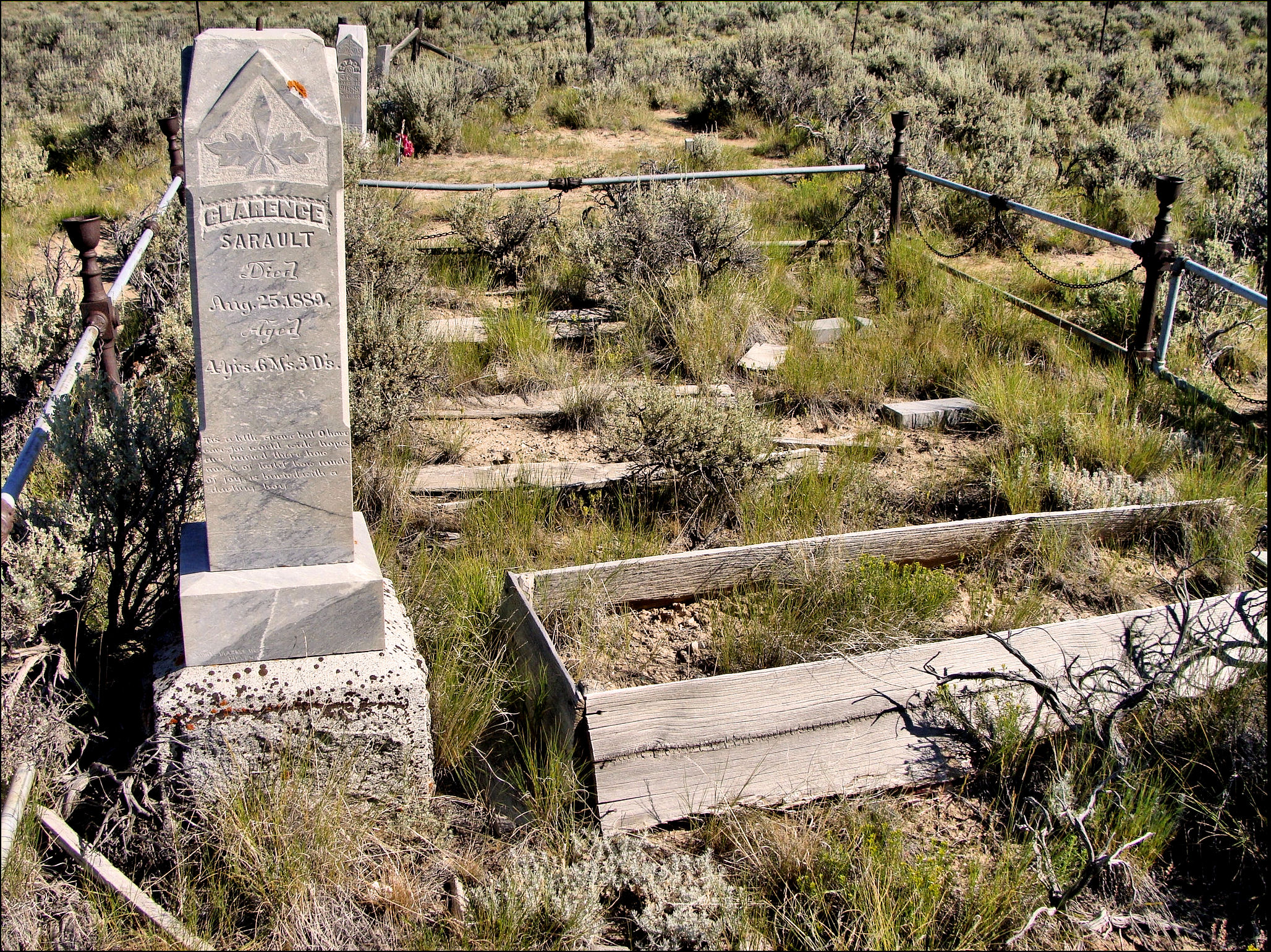
Parcel·la familiar al cementiri
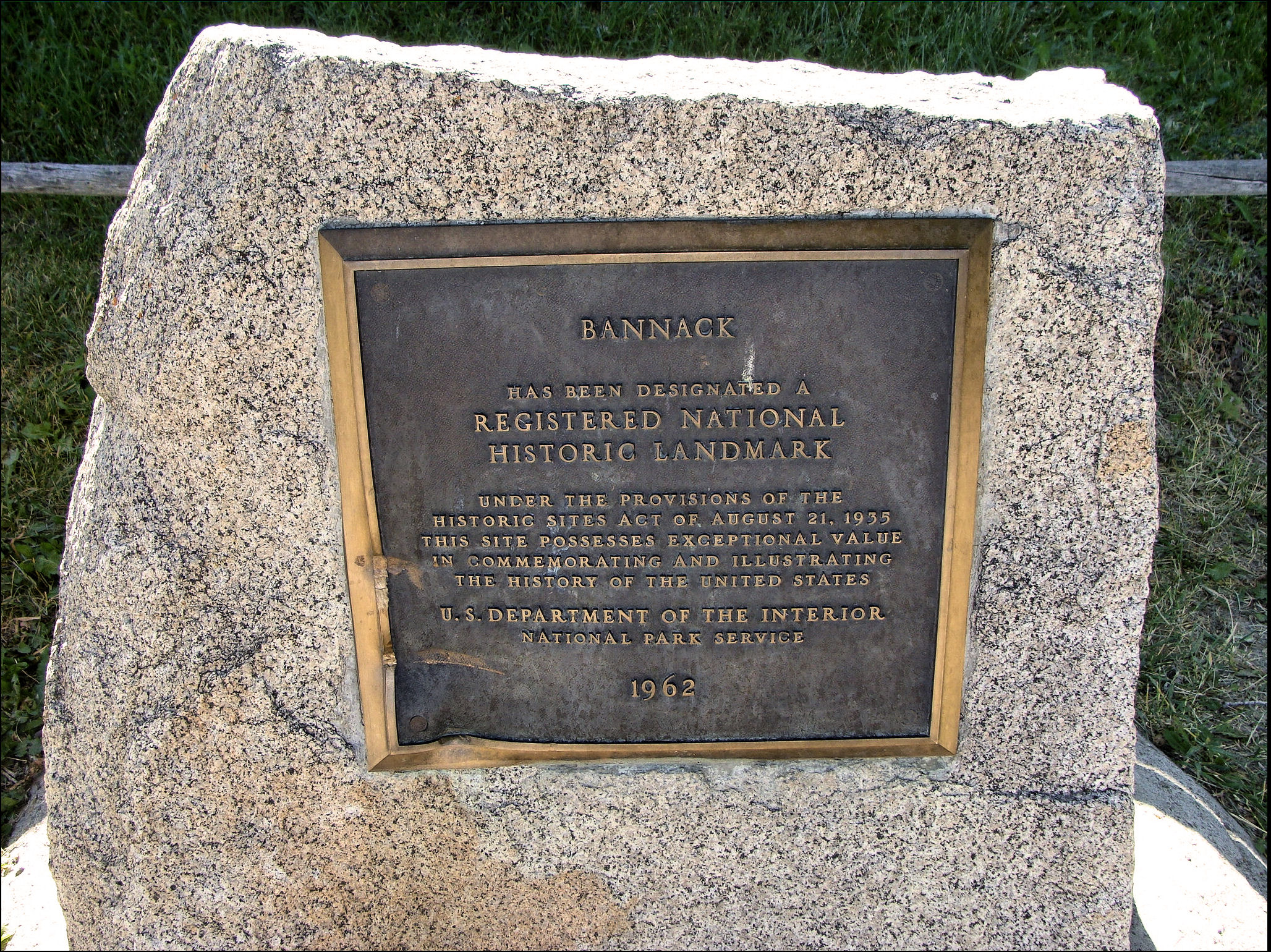
Placa de referència històrica